# CAOS Linux
CAOS Linux — поддерживаемый и управляемый сообществом дистрибутив Linux, основанный на системе управления пакетами RPM. Возможно, название дистрибутива является акронимом от «Community Assembled Operating System» («Операционная система, собираемая сообществом»). Заглавные буквы названия дистрибутива печатаются различным способом: в ранних выпускаемых версиях встречалось написание cAos и CAos; в настоящий момент на официальном сайте проекта используются написания CAOS и Caos.
CAOS Linux сочетает в себе наработки операционных систем Debian, Red Hat Linux/Fedora и FreeBSD, стремясь быть достаточно стабильным для использования на серверах и кластерах. Проект CAOS управляется объединённой командой разработчиков открытого программного обеспечения The CAOS Foundation.